# Redoma El Avión
La redoma El Avión, también llamada plaza Homenaje a las Fuerzas Armadas, es un monumento histórico considerado un icono de la ciudad de Maracay.
Consiste en una amplia redoma ajardinada en cuyo centro se alza un avión de los años 1940, ubicado sobre un pedestal metálico de unos 12 m de altura y simulando encontrarse en pleno vuelo. Dicha redoma distribuye el tráfico automótriz que se dirige de Maracay o Palo Negro hacia la Autopista Regional del Centro, y viceversa. Este espacio se complementa con un ambiente arbolado adyacente, conformando un conjunto paisajístico de carácter monumental.
La redoma El Avión alude a Maracay como cuna de la aviación y constituye un significativo elemento referencial para sus habitantes.
Este conjunto también está precedido por una estatua pedestre de Atanasio Girardot, realizada en bronce por Asdrúbal Figuera y erigida en 2002.

## Características
El monumento se erige con un pedestal de 12 m. y sobre él se erige un North American T-6 Texan de los que fueron utilizados por la Escuela de Aviación Militar de Venezuela en los años 1940.